# Марк Буї
Марк Вільям Буї (англ. Marc William Buie, [ˈbuːi], нар. 17 вересня 1958) — американський астроном і плідний відкривач астероїдів, який працює в Південно-Західному дослідницькому інституті в Боулдері, штат Колорадо, у відділі космічних наук. Раніше він працював в Ловеллівській обсерваторії у Флагстаффі, штат Арізона, і був науковим співробітником місії космічний телескоп Sentinel для Фонду B612, який займається захистом Землі від ударів астероїдів.

## Молодість і освіта
Буї виріс у Батон-Ружі, штат Луїзіана, і здобув ступінь бакалавра наук з фізики в Університеті штату Луїзіана в 1980 році. Потім він змінив сферу діяльності та здобув ступінь доктора філософії в Університеті Арізони в 1984 році. З 1985 по 1988 рік Буї був докторантом у Гавайському університеті. З 1988 по 1991 рік він працював в Науковому інституті космічного телескопа, де відіграв ключову роль у плануванні перших планетних спостережень, які проводив космічний телескоп Габбл. У 1991 році Буї перейшов на роботу до Ловеллівської обсерваторії.

## Кар'єра
З 1983 року центральною темою досліджень Буї був Плутон, про який він опублікував понад 85 наукових статей. Його першим результатом було доведення того, що метан, видимий на Плутоні, був на його поверхні, а не в атмосфері. Відтоді він працював над картами альбедо поверхні, картами складу Плутона та Харона, уточнював орбіти Харона та інших супутників, вимірював структуру атмосфери та властивості поверхні Плутона і Харона. Він також є одним із співвідкривачів супутників Плутона Нікти і Гідри.

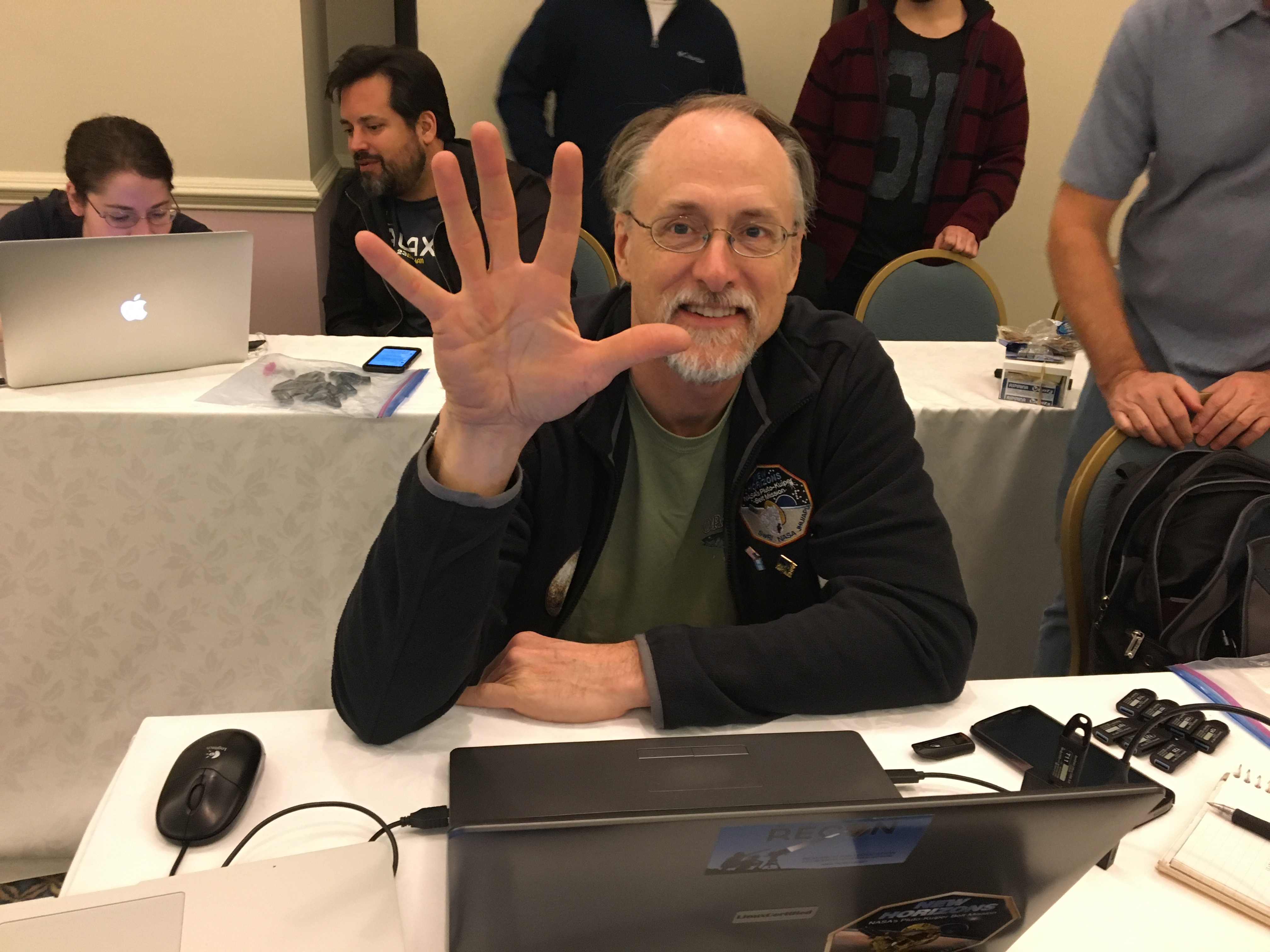
Буї в липні 2017 року очолював кампанію зі спостережень покриття зорі Аррокотом в межах підготовки до прольоту повз нього місії New Horizons

Він працював із командою Глибокого огляду екліптики, яка відповідала за відкриття понад 1000 об'єктів поясу Койпера. Крім простого визначення місцезнаходження цих об'єктів, він також прагне визначити їхню структуру та природу. Побічним проєктом цієї роботи стала його участь у пошуку об'єкта поясу Койпера, досяжного для місії New Horizons після її прольоту повз Плутон. Цей пошук призвів до відкриття понад 50 нових об'єктів поясу Койпера, включно з 486958 Аррокотом, який зрештою і став ціллю New Horizons. Напередодні прольоту Буї також провів успішну спостережну кампанію в Аргентині та Південній Африці, дослідивши покриття зорі Аррокотом, щоб уточнити оцінки його розміру, форми та орбіти. Джеймс Грін, тодішній директор відділу планетних наук НАСА, назвав цю спробу «найбільш історичним покриттям на поверхні Землі».
На додачу до своїх досліджень Плутона та поясу Койпера, Буї також працює над вивченням перехідних об'єктів, таких як 2060 Хірон і 5145 Фолус, а іноді й комет, таких як місія Deep Impact до комети Темпель 1. Він також вивчає навколоземні астероїди, зокрема з точки зору астероїдної небезпеки. Більшість цих дослідницьких робіт передбачає використання телескопів обсерваторії Лоуелла, а також іноді космічних телескопів Габбл та Спітцер. Він також бере активну участь у розробці найсучасніших астрономічних приладів, наприклад у співпраці з Деном Клеменсом з Бостонського університету він працював над інфрачервоним спектрографом Мімір.
Буї є членом Американського астрономічного товариства та його відділу планетних наук, Американського геофізичного союзу, Міжнародного астрономічного союзу і Міжнародної асоціації темного неба.

## Відзнаки
- 28 липня 1999 року на честь астронома було названо астероїд головного поясу 7553 Буї[3][8].
- Буї описано в статті про Плутон у журналі «Air & Space/Smithsonian»[en][9].